# Prínia d'antifaç
La prínia d'antifaç (Prinia socialis) és una espècie d'ocell passeriforme del gènere prinia que pertany a la família Cisticolidae. Es distribueix al subcontinent indi, a la major part de l'Índia, Nepal, Bangladesh, Bhutan, Sri Lanka i l'oest de Myanmar. És un ocell comú a jardins urbans i terres de cultiu a moltes parts de l'Índia i la seva mida petita, colors distintius i cua vertical el fan fàcil d'identificar.

## Descripció

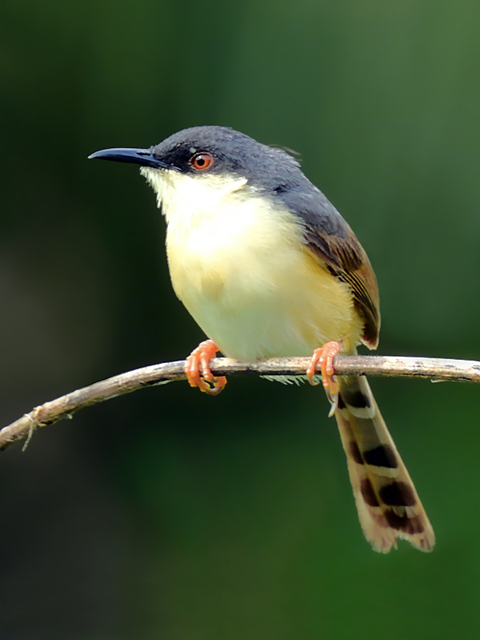
Prinia socialis. Foto presa a Mangaon, Maharashtra, India

Mesura entre 13 i 14 cm de longitud, tenen les ales curtes i arrodonides i la cua llarga de color crema amb les puntes amb taques negres subterminals. Sol mantenir la cua en posició vertical i utilitza les fortes cames per enfilar-se i saltar a terra. Tenen un bec curt de color negre. La corona és de color gris i les parts inferiors són rufes a la majoria dels plomatges. En plomatge reproductiu, els adults de la població del nord són de color gris cendrós a la part inferior, amb la corona negra, les galtes sense llista supraciliar i les ales vermelloses. En època no reproductiva, aquesta població té un supraciliar curt i estret de color blanc i la cua és més llarga. Es troben sols o en parelles en arbustos i sovint baixen a terra.
A l'hivern, la subespècie del nord, P. s. stewartii, té les parts superiors marró càlid, la cua més llarga i variacions estacionals al plomatge. Les altres poblacions conserven el plomatge durant tot l'any. A Bengala Occidental i cap a l'est la subespècie anglesa és més fosca per sobre i més vermellosa als flancs amb el bec més fi i curt que la raça nominal de la península. La subespècie endèmica a Sri Lanka, P. s. brevicauda, a banda d'un cant diferent, té la cua més curta i els joves tenen les parts inferiors groguenques.

## Distribució i hàbitat
Habita en pastures seques, boscos oberts, matolls i en jardins urbans a moltes ciutats. Els límits septentrionals de les espècies es troben al llarg dels contraforts de l'Himàlaia, estenent-se cap a la part alta del riu Indo. L'espècie és absent a la zona desèrtica seca de l'oest de l'Índia i s'estén cap a l'est fins a Myanmar. La població de Sri Lanka es troba principalment a les terres baixes però pot arribar fins als turons d'uns 1600 m.

## Comportament i ecologia
Igual que la majoria dels cisticòlids, la prínia d'antifaç és insectívora. El cant és un repetitiu txup, tchup, tchup o zeet-zeet-zeet. Una altra crit és un nasal tee-tee-tee. També fa un so com "espurnes elèctriques" durant el vol, que es pensa és produït per les ales (no obstant això, un autor suggereix que és fet pel bec).
El gènere no-migratori Prinia presenta una muda semestral que és rara entre els passeriformes. Una muda es produeix a la primavera (abril-maig) i l'altra a la tardor (octubre-novembre). Es teoritza que s'afavoreixen les mudes bianuals quan les càrregues d'ectoparàsits són molt altes però no s'han fet investigacions. La prínia d'antifaç muda algunes remeres dues vegades a l'any, que s'anomena muda parcial bianual, però alguns autors descriuen P. socialis socialis amb dues mudes completes.
Romanen en parelles, però es posen en forma individual sobre la branca d'un arbre petit o arbust.

## Reproducció

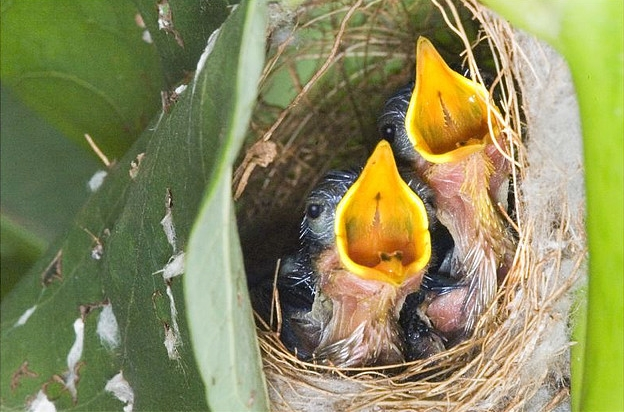
Niu amb polls.

Construeix el seu niu prop del terra en un arbust o herba alta i pon entre 3 i 5 ous. S'han descrit diversos tipus de nius incloent una tassa fràgil feta cosint diverses fulles grans, una estructura allargada tipus bossa amb tiges d'herba i una bola feble d'herba. El niu habitual és col·locat baix en un arbust i consisteix en fulles cosides juntes amb teles, folrades amb pèl tenint l'entrada al costat. Els ous són d'una forma ovalada una mica punxeguda i molt brillant, que varien del color vermell maó a un pujat color castanyer sent alguns més pàl·lids o més foscos. L'extrem ample de l'ou generalment és més fosc que la resta de la closca i exhibeix una tapa o zona. Els ous mesuren de 1,5 a 1,7 centímetres longitud i de 1,15 a 1,27 d'amplada. Els ous es desclouen en uns 12 dies.
L'època de reproducció varia amb la localitat i s'ha registrat la cria durant tot l'any, però sobretot després dels monsons. Al nord de l'Índia és principalment de juny a setembre i a Sri Lanka, principalment de desembre a març o d'agost a octubre. Crien durant maig i juny als Nilgiris. Es creu que l'espècie és monògama i tant el mascle com la femella prenen part en la incubació i alimentació encara que a diferents graus. Els pares poden passar més temps al niu durant els dies freds. Es coneix que el cucut cucut ploraner i el cucut pitgrís parasiten els nius d'aquesta espècie. Quan el niu és amenaçat per depredadores com ara gats, s'ha observat que els adults fingeixen lesiones.
S'ha observat casos rars d'ocells reutilitzant material d'un niu per reconstruir-ne un altre en una nova ubicació.